# ۲۷ سپتامبر
۲۷ سپتامبر دویست و هفتاد و یکمین (در سال‌های کبیسه دویست و هفتادمین) روز سال در گاه‌شماری میلادی است. ۹۵ روز تا پایان سال باقی‌است.

## رویدادها
- ۱۹۴۰ - جنگ جهانی دوم: امضای پیمان سه‌جانبه بین آلمان، ایتالیا و امپراتوری ژاپن

## زادروزها
- ۱۸۷۱ - گراتزیا دلددا، نویسنده ایتالیایی
- ۱۹۸۷ - زاک دمپستر، دوچرخه‌سوار اهل استرالیا
- ۲۰۰۲ - جنا اورتگا، بازیگر آمریکایی
- ۲۰۱۱ - گیورگی باگراتیونی، شاهزاده گرجی از سلسله باگراتیونی‌ها

## درگذشت‌ها
- 2024 - سیدحسن نصرالله ، دبیر کل حزب الله لبنان

## مناسبت‌ها
- روز جهانی گردشگری[۱]
- روز استقلال در ترکمنستان